# Mitis Iudex Dominus Iesus
Mitis Iudex Dominus Iesus („Der milde Richter Herr Jesus“) ist ein apostolisches Schreiben Papst Franziskus’ in Form eines Motu proprio über die Reform des kanonischen Verfahrens für Ehenichtigkeitserklärungen im Kodex des kanonischen Rechts. Es wurde am 11. September 2015 promulgiert, seine Regelungen traten am 8. Dezember 2015 in Kraft, es gilt innerhalb der lateinischen Kirche. Entsprechende Regelungen für die mit Rom unierten orientalischen Kirchen, Mitis et misericors Iesus, erschien am selben Tag. Entscheidungen über die Nichtigkeit einer Ehe können nun schon in einer ersten Instanz vom Ortsbischof getroffen werden, eine zweitinstanzliche Entscheidung ist nicht mehr zwingend erforderlich.

## Beweggründe
Das Motu proprio entstand vor dem Hintergrund der Bischofssynoden zu den pastoralen Herausforderungen der Familie im Kontext der Evangelisierung 2014 und 2015. In der Einleitung führt Franziskus aus, alle Institutionen, die immer verbesserungswürdig seien, müssten dem wesentlichen Ziel der Kirche zustreben, „göttliche Gnade zu vermitteln und gemäß den Gaben und der Sendung eines jeden das Wohl der Gläubigen beständig zu fördern“. Aus Liebe und Barmherzigkeit müsse die Kirche als Mutter sich selbst in die Nähe jener Kinder begeben, die sich als von ihr getrennt betrachten.

## Inhalt
Franziskus vereinfacht das Verfahren dahingehend, dass für die Feststellung der Nichtigkeit einer Ehe künftig nicht mehr in jedem Fall eine doppelte, übereinstimmende Entscheidung zweier Richter erforderlich sei, sondern die vom ersten Richter gemäß Rechtsnorm erreichte „moralische Gewissheit“ genüge. Das Schreiben hebt die Bedeutung des Ortsbischofs als obersten Richters seiner Diözese hervor und ermahnt die Ortsbischöfe, ihre richterliche Funktion auf dem Gebiet der Ehen nicht einfach den von ihm delegierten Ämtern der bischöflichen Kurie zu überlassen. Hierdurch soll die Nähe zwischen den Gläubigen und dem Richter wiederhergestellt werden. Das Verfahren soll soweit möglich für die Beteiligten kostenfrei sein. 
Für Fälle, in denen „die behauptete Ehenichtigkeit von besonders offenkundigen Argumenten gestützt wird“, wurde ein kürzeres Verfahren geschaffen. Die Stärkung der Verantwortlichkeiten des Metropolitangerichts, das nun wieder Berufungen in derartigen Verfahren verhandeln solle, und der regionalen Bischofskonferenzen betone die Synodalität in der Kirche.

## Innerkuriale Kritik
Medienberichten zufolge haben Angehörige der Römischen Kurie die Inhalte von Mitis Iudex Dominius Iesus hauptsächlich in Bezug auf die Beschleunigung der Feststellung einer Ehenichtigkeit kritisiert, die zu einer starken Zunahme der Nichtigkeitsverfahren führen werde. Hier habe der Papst bei einer für die Kirche essentiellen Materie die zuständigen Gremien umgangen.
Auch der Papst erkennt die Gefahr, die ein solches Verfahren für die Unauflöslichkeit der Ehe darstellen könne, und führt dies als Grund für die Funktion des Ortbischofs selbst als obersten Richters an. 